# Xylosma samoensis
Xylosma samoensis är en videväxtart som först beskrevs av Erling Christophersen, och fick sitt nu gällande namn av Herman Otto Sleumer. Xylosma samoensis ingår i släktet Xylosma och familjen videväxter. Inga underarter finns listade i Catalogue of Life.